# Aventuras en el defe
Aventuras en el defe es el tercer disco de Rodrigo González Rockdrigo editado después de su fallecimiento a partir de grabaciones caseras y de un concierto en Aguascalientes. Fue remezclado en 1989 por Fausto Arrellín.

## Lista de canciones
1. Las aventuras en el defe
2. Susana de la mañana
3. Diva francesa
4. Los intelectuales
5. Que feo estoy
6. Historia de la no historia
7. Gran silencio
8. Acerca de ti, acerca de mí
9. Dicen que la muerte
10. Préstame tu máquina del tiempo

## Curiosidades
- El nombre del grupo El Gran Silencio fue tomado del título de una pieza de este disco, luego de saber que otro grupo se llamaba Zona del silencio.

## Versiones
- Que feo estoy por Tex-Tex
- Historia de la no historia por Consumatum Est
- Aventuras en el defe por Rodrigo Levario

- Datos: Q5714338